# Riodininae
Sous-famille
Les Riodininae sont une sous-famille qui regroupe plus de 1 300 espèces de lépidoptères (papillons) de la famille des Riodinidae et comprenant 35 genres. 
Les imagos de certains genres sont des papillons de nuit, mais la seule espèce du seul genre résidant en Europe, la Lucine est un papillon diurne.

## Nomenclature
La sous-famille des Riodininae est suivant les ouvrages déclarée appartenant à la famille des Riodinidae ou être une famille ou une sous-famille appartenant à la famille des Lycaenidae,.

## Liste des genres
- Abisara C. et R. Felder, 1860.
- Adelotypa Warren, 1895.
- Alesa Doubleday, 1847.
- Amarynthis Hübner, 1819.
- Amphiselenis Staudinger, 1888.
- Ancyluris Hübner, 1819.
- Anteros Hübner, 1819.
- Apodemia C. et R. Felder, 1865.
- Archaeonympha Hall, 1998.
- Argyrogrammana Strand, 1932.
- Ariconias Hall & Harvey, 2002
- Aricoris Westwood, 1851.
- Astraeodes Staudinger, 1887.
- Audre Hemming, 1934 syn. Aricoris Westwood, 1851.
- Baeotis Hübner, 1819.
- Barbicornis Godart, 1824.
- Behemothia Hall, 2000.
- Brachyglenis C. et R. Felder, 1862.
- Calephelis Grote et Robinson, 1869.
- Calicosama Hall et Harvey, 2001.
- Callistium Stichel, 1911.
- Calociasma Stichel, 1910.
- Calospila Geyer, 1832.
- Calydna Doubleday, 1847.
- Caria Hübner, 1823.
- Cariomothis Stichel, 1910.
- Cartea Kirby, 1871.
- Catocyclotis Stichel, 1911.
- Chalodeta Stichel, 1910.
- Chamaelimnas C. et R. Felder, 1865.
- Charis Hübner, 1819.
- Chimastrum Godman et Salvin, 1886.
- Chorinea Gray, 1832.
- Colaciticus Stichel, 1910.
- Comphotis Stichel, 1910.
- Cremna Doubleday, 1847.
- Cricosoma C. et R. Felder, 1865, syn. Symmachia Hübner, 1819.
- Crocozona C. et R. Felder, 1865.
- Cyrenia Westwood, 1851.
- Dachetola Hall, 2001.
- Detritivora Hall et Harvey, 2002.
- Dianesia Harvey et Clench, 1980.
- Dicallaneura Butler, 1867.
- Dodona Hewitson, 1861.
- Dysmathia Bates, 1868.
- Echenais Hübner, [1819]
- Ematurgina Röber, 1903, syn. Synargis Hübner, 1819..
- Emesis Fabricius, 1807.
- Esthemopsis C. et R. Felder, 1865.
- Eucorna Strand, 1932.
- Eunogyra Westwood, 1851.
- Eurybia Illiger, 1807.
- Exoplisia Godman et Salvin, 1886.
- Helicopis Fabricius, 1807.
- Hermathena Hewitson, 1874.
- Hopfferia Staudinger, 1888, syn. Siseme Westwood, 1851..
- Hyphilaria Hübner, 1819.
- Hypophylla Boisduval, 1836.
- Imelda Hewitson, 1870.
- Isapis Doubleday, 1847.
- Ithomeis Bates, 1862.
- Ithomiola C. et R. Felder, 1865.
- Joiceya Talbot, 1928
- Juditha Hemming, 1964.
- Lamphiotes Callaghan, 1982
- Lasaia Bates, 1868.
- Laxita Butler, 1879.
- Lemonias Hübner, 1807.
- Leucochimona Stichel, 1909.
- Livendula Hall, 2007
- Lucillella Strand, 1932.
- Lyropteryx Westwood, 1851.
- Machaya Hall et Willmott, 1995.
- Melanis Hübner, 1819.
- Menander Hemming, 1939.
- Mesene Doubleday, 1847.
- Mesenopsis Godman et Salvin, 1886.
- Mesophthalma Westwood, 1851.
- Mesosemia Hübner, 1819.
- Metacharis Butler, 1867.
- Methone Doubleday, 1847.
- Minotauros Hall, 2007
- Monethe Westwood, 1851.
- Mycastor Callaghan, 1983.
- Nahida Kirby, 1871.
- Napaea Hübner, 1819.
- Necyria Westwood, 1851.
- Nirodia Westwood, 1851
- Notheme Westwood, 1851.
- Nymphidium Fabricius, 1807.
- Ourocnemis Baker, 1887.
- Pachythone Bates, 1868.
- Panara Doubleday, 1847.
- Panaropsis Hall, 2002.
- Pandemos Hübner, 1819.
- Paralaxita Eliot, 1978.
- Paraphthonia Stichel, 1910
- Parcella Stichel, 1910.
- Periplacis Geyer, 1837.
- Perophthalma Westwood, 1851.
- Petrocerus Callaghan, 1979
- Phaenochitonia Stichel, 1910.
- Pheles Herrich-Schäffer, 1858.
- Pirascca Hall et Willmott, 1996.
- Pixus Callaghan, 1982.
- Polycaena Staudinger, 1886.
- Praetaxila Fruhstorfer, 1914.
- Protonymphidia Hall, 2000.
- Pseudonymphidia Callaghan, 1985.
- Pseudotinea Hall et Callaghan, 2003.
- Pterographium Stichel, 1910.
- Rhetus Swainson, 1829.
- Riodina Westwood, 1851.
- Rodinia Westwood, 1851.
- Roeberella Strand, 1932.
- Saribia Butler, 1878.
- Sarota Westwood, 1851.
- Seco Hall et Harvey, 2002.
- Semomesia Westwood, 1851.
- Setabis Westwood, 1851.
- Siseme Westwood, 1851.
- Stalachtis Hübner, 1818.
- Stiboges Butler, 1876.
- Stichelia Zikán, 1949.
- Symmachia Hübner, 1819.
- Synargis Hübner, 1819.
- Syrmatia Hübner, 1819.
- Takashia Okano et Okano.
- Taxila Doubleday, 1847.
- Teratophthalma Stichel, 1909.
- Themone Westwood, 1851.
- Theope Doubleday, 1847.
- Thisbe Hübner, 1819.
- Thysanota Stichel, 1910 synonyme de Synargis Hübner, 1819.

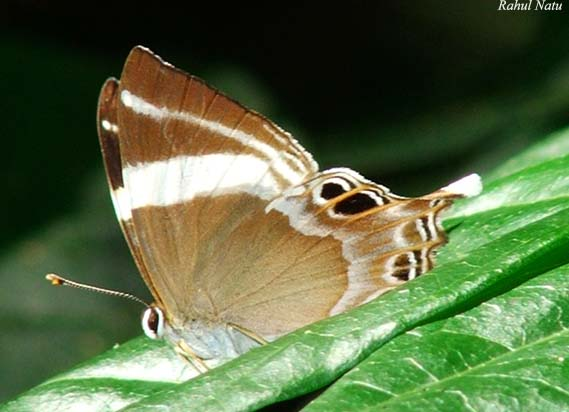
Abisara neophron au
Parc national de Namdapha

- Voltinia Stichel, 1910.
- Xenandra C. et R. Felder, 1865.
- Xynias Hewitson, 1874.
- Zabuella Stichel, 1911.
- Zelotaea Bates, 1868.